# 화방터널
화방터널(花芳터널)은 효천역과 서광주역을 잇는 길이 1,020m의 경전선 터널이다.

## 개요
2000년 8월 10일에 경전선 이설과 동시에 개통된 터널이다. 터널 위에 송원대학교, 송원고등학교가 자리잡고 있다.